# Bembidion jucundum
Bembidion jucundum är en skalbaggsart som beskrevs av Horn. Bembidion jucundum ingår i släktet Bembidion och familjen jordlöpare. Inga underarter finns listade i Catalogue of Life.